# 贝尼托·墨索里尼
贝尼托·阿米尔卡雷·安德烈亚·墨索里尼（義大利語：Benito Amilcare Andrea Mussolini，1883年7月29日—1945年4月28日），義大利政治家與記者，曾於1922年至1943年間任意大利首相，為法西斯義大利的獨裁者。他是意大利法西斯主義的「Duce」（即領袖），為法西斯主义的创始人，在战间期推廣該主義至全球。
墨索里尼早年支持社会主义和无神论，為左翼政党意大利社会党成員、《前进！》记者。1914年第一次世界大战爆發，墨索里尼从反干涉主义轉為主戰，創建《意大利人民》報並投身軍旅，但因主戰思想被意大利社会党開除。1917年他受傷退伍，譴責義大利社會黨，轉而支持義大利民族主義，並於1921年建立反對平等主義和階級衝突的国家法西斯党。1922年10月，墨索里尼在向罗马进军後被意大利国王维托里奥·埃马努埃莱三世任命為首相。他後利用秘密警察清除反對派，並修法宣布国家法西斯党为意大利唯一合法政党，从而建立法西斯主义独裁统治。
墨索里尼的外交政策以法西斯主義的「生存空间」理論為基礎，旨在擴大義大利的領土並將勢力推至東南歐。1920年代，他下令鎮壓義屬利比亞與轟炸希臘領土科孚島，並與南斯拉夫王國簽訂條約併吞阜姆。1936年，他發動第二次義大利—衣索比亞戰爭，佔領埃塞俄比亚帝国，將該地與義屬索馬利蘭和意屬厄立特里亞合併為意属东非。之後，義大利政府干預西班牙内战，支持弗朗西斯科·佛朗哥領導的國民軍。1939年，義大利軍併吞阿尔巴尼亚。墨索里尼雖簽訂了《洛桑条约》、《四國條約》與《斯特雷萨阵线》，但最終因國際聯盟內部的齟齬疏遠民主國家，轉而與納粹德國和大日本帝国組建轴心国聯盟。
1939年第二次世界大战爆發後，墨索里尼起初宣布不參戰，但其之後鑑於戰況有利於軸心國，於1940年6月決定加入德國一方參戰。然而1943年盟軍登陸西西里島後，墨索里尼被国王维托里奥·埃马努埃莱三世解职并逮捕，软禁在大萨索山帝王台的一间别墅裡。新任政府巴多格里奥向同盟軍停戰，希特勒命德軍發動軸心行動进駐意大利北部控制局面。同年9月12日德国发动橡树行动，营救出被软禁的墨索里尼。随后墨索里尼在德国元首希特勒協助下在意大利北部小城薩罗建立意大利社会共和国，与南部已被盟军占领的意大利王国分庭抗礼。
1945年4月在蘇聯反攻及盟軍攻勢下纳粹德國迅速地溃败，令意大利社会共和国开始崩溃，4月27日偽装成德国军人的墨索里尼在逃往瑞士的途中被意大利共产党领导的游击队加里波第旅发现并俘虏，翌日在未经审判的情况下，墨索里尼和他的情人贝塔西在科莫省梅泽格拉镇一个名為朱利诺的村庄被槍決。

## 早年

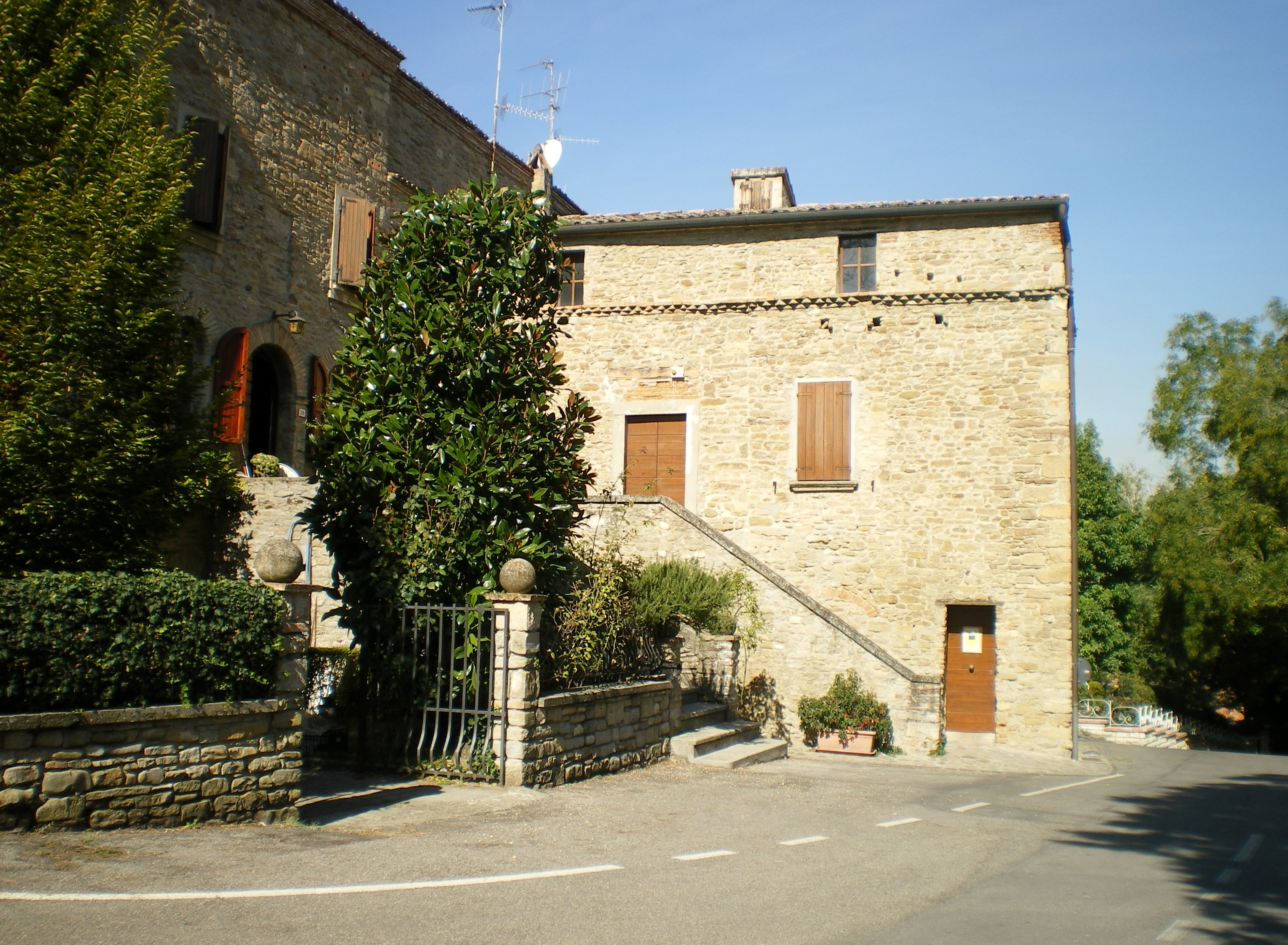
墨索里尼的出生地，现在是一间博物馆

墨索里尼在1883年7月29日出生于意大利费拉拉省的一个叫普雷达皮奥的小镇，现在该地属费利省。父亲亚历山德罗是一个铁匠，也是一个無政府主義者、社会主义运动活跃分子、無神論者，他给儿子取的名字“贝尼托·阿米尔卡雷·安德烈亚”源于：
- 贝尼托·华雷斯：以反抗法国入侵而著名的前墨西哥总统
- 阿米尔卡雷·西普里亚尼，社会主义者和意大利爱国者
- 安德烈亚·科斯塔，社会主义者，也是意大利社会党的创始人之一。

母亲瑪羅托尼是一位虔誠的天主教基督徒，在弗利附近擔任小學教师。墨索里尼還有一個弟弟阿諾德和妹妹艾薇芝。
少年墨索里尼在当地小学度过了三年（1889年—1891年），其后他被送到法恩扎的慈幼会开办的一所寄宿学校学校（1892年—1894年），后因与同学打架遭学校开除。之后墨索里尼在福林波波利的卡尔杜奇师范学校继续他的学业。1898年9月墨索里尼获得了他的初级技术文凭，同年，他与同学的冲突再次爆发，这次他成了旁听生，但他还是在1901年以良好成绩取得了毕业文凭。墨索里尼從小在父亲的影响下，對鬥爭與社會主義開始感興趣，他常在學校中發起反抗運動且屢勸不聽，甚至在學校校長派他在當地戲院紀念歌曲作家威爾第的慶典上，向大眾公開演說時，他卻發表針對該人物時代社會狀況的批評與指責，有份米蘭的報紙就寫道「學生同志墨索里尼」。
墨索里尼自學校畢業後，考到一張小學教師證書，並到雷焦艾米利亚教書，卻在一年後因行為不檢被解聘。之後他找工作相繼碰壁，在這段日子中他過得非常窮，對於有錢有勢的人抱著嫉妒與厭惡。一陣子後，墨索里尼在一次機緣下成為了「義大利砌磚師傅及砌磚助理工會」的秘書，開始投身政治集會，并在《劳动者的未来》发表了他第一篇文章。由于墨索里尼过分积极参加当地的社会主义运动，没多久便引起了当地警方的注意被遣返回了意大利。稍后他又回到了瑞士，这次由于瑞士社会党人议员的干预，使他免遭再次被遣返的命运。
1908年2月墨索里尼来到在当时还受奥匈帝国控制的意大利城镇特伦托，被当地社会党人介绍到《劳动者的未来》当了一个记者。没多久，墨索里尼和著名的意大利民族统一运动人士巴蒂斯蒂取得联系，并开始在巴蒂斯蒂创立的“人民”报社担任记者。1910年，人民报连载了墨索里尼写的爱情小说《克劳迪娅·帕提瑟拉，主教的情人：关于以马内利·玛诸佐主教的伟大小说的连载》，但小说内容因涉嫌诋毁天主教使他其后遭报社解雇。因越来越激进和公开反君主专制和羅馬教廷的关系，墨索里尼没过多久被再次遣返回了意大利。他于是当了“前进！”报社的一名记者。
1915年11月11日，墨索里尼和他情人达尔塞的儿子贝尼托·阿尔比诺出生。

## 第一次世界大战

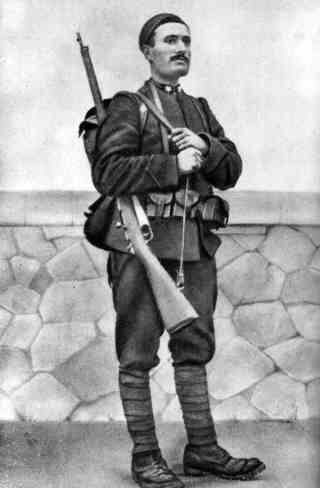
1917年，作为协约国士兵的墨索里尼

意大利作為協約國的盟國，於是墨索里尼參加第一次世界大戰，後來墨索里尼在前線一次地雷爆炸中受重傷，醫生從他身上取出44塊炸彈碎片，其后退役。

## 步入政坛
第一次世界大战结束后，墨索里尼主張全民團結與維持體制，並在1919年3月23日在米兰重新建立了一个法西斯组织，展開以武力鎮壓農民和工人運動，後同時任首相喬瓦尼·喬利蒂在1921年選舉中合作，獲得25個議席。

### 向罗马进军

墨索里尼向羅馬進軍，攝於1922年

墨索里尼作为“领袖”的个人旗帜，旗帜上的束棒即法西斯主义的象征

向罗马进军是意大利的一場政變，墨索里尼號召全國四萬武裝人員發動政變，但實際只有一萬四千人參與，意大利的警察和軍隊都在事件上保持中立。1922年10月27日国家法西斯党迫使总理法克塔交出權力，而墨索里尼獲得軍隊、國王维托里奥·埃马努埃莱三世、商界、反共人士及右翼保守派的支持，開始實行法西斯統治，展開其二十多年的獨裁統治。

### 内政

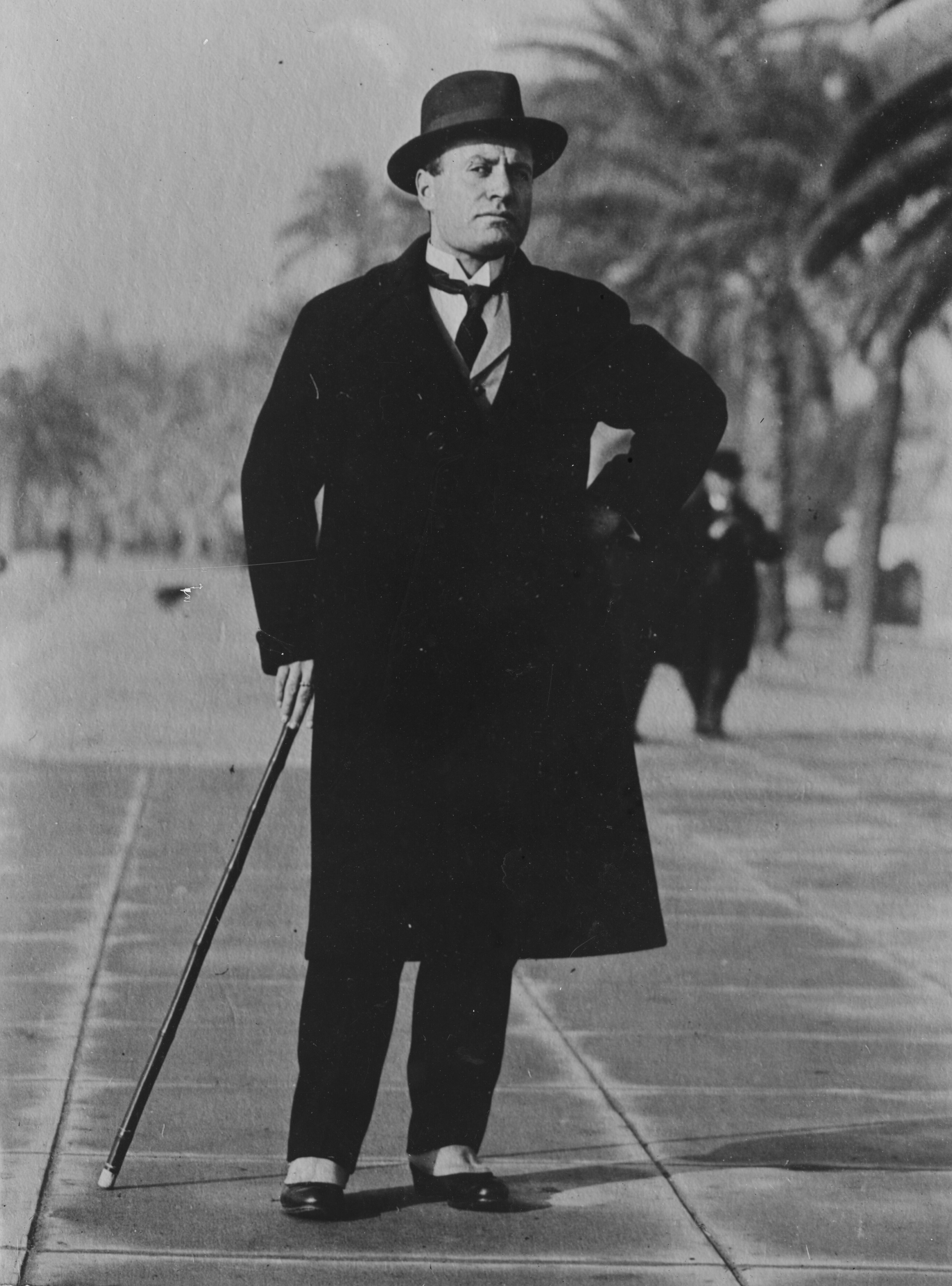
戴礼帽的墨索里尼（摄于1923年9月）

意大利國王維多·伊曼紐三世（左）和墨索里尼

向罗马进军的政变成功后，墨索里尼取代被逐的路易吉·法克塔，于1922年10月31日被国王維多·伊曼紐三世任命为大臣会议主席（首相）并组建内阁。墨索里尼最初任命了经济自由主义者德斯特凡尼作为意大利财政部长，这使得意大利的经济繁荣发展。直到1925年，意大利的经济开始走向危机，德斯特凡尼被墨索里尼解雇，其财政部长的职务为社团主义者所取代。

### 馬泰奧蒂事件
墨索里尼受到當時的社會黨領導人馬泰奧蒂的公開批評，他因此雇用杜米尼和他的武裝集團殺死馬泰奧蒂，卻反而受到輿論攻擊，失去人民愛戴並遭到疏遠。為此，他強化並擴大他的獨裁統治。馬泰奧蒂事件是墨索里尼公眾形象的轉捩點。

### 征服埃塞俄比亚
墨索里尼上台后，一直憧憬建立一个新罗马帝国，及怀着对1896年第一次意阿战争意大利战败的复仇心理，意大利以1934年12月意属索马里与埃塞俄比亚的边界冲突为借口，拒绝埃塞俄比亚的所有和解请求，于1935年10月3日发动入侵埃塞俄比亚的军事行动。
由于意大利相对拥有明显的军事优势，并且违反于1925年签署的日内瓦协议使用芥子毒气，埃塞俄比亚军队迅速溃败，首都亚的斯亚贝巴于1936年5月5日被意大利军队占领，皇帝海尔·塞拉西一世流亡英国，5月7日维托里奥·埃马努埃莱三世宣布吞并埃塞俄比亚帝国使之成为意大利帝国的一部分。

### 西班牙内战
西班牙内战于1936年7月17日爆发，德国和意大利均选择支持佛朗哥一方。战争初期，西班牙本土的国民军处于不利状态，因而向德国和意大利提出支援请求，德国派出秃鹰军团，意大利派出自愿军团，以协助西班牙国民军。因德意在西班牙内战的立场一致，使得两国关系更加紧密，也使意大利在军事同盟的倾向性从传统的英法开始偏向德国。获得内战胜利的佛朗哥虽然在意识形态上与轴心国接近，而且也暗中支持轴心国，但因为内战已经严重消耗了西班牙的实力，加上盟军的海上封锁和西班牙在经济上对同盟国的依赖性，西班牙在第二次世界大战中始终保持中立。

## 第二次世界大戰

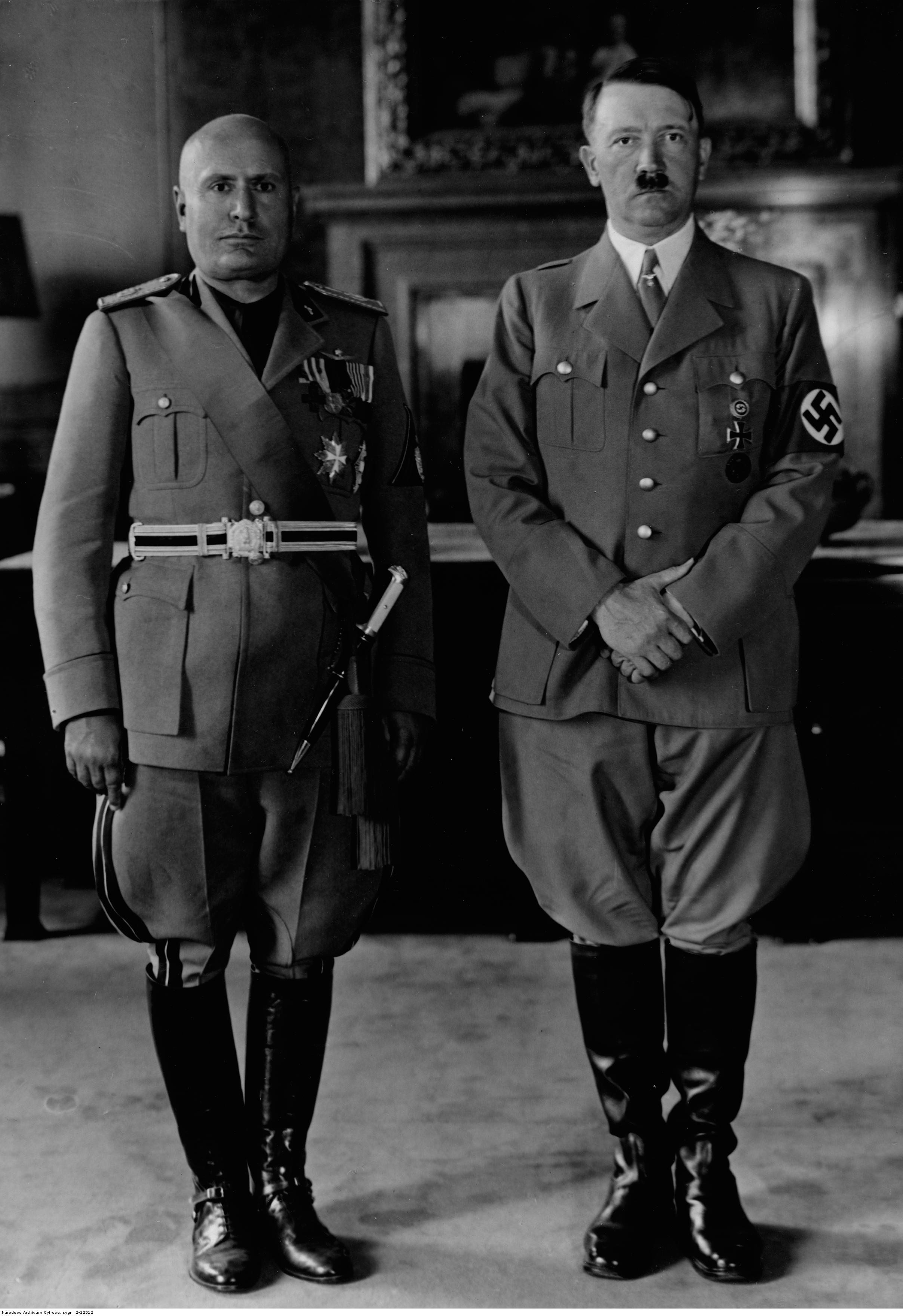
1940年6月墨索里尼（左）和希特勒在慕尼黑合影。

### 慕尼黑会议和战争序幕
捷克斯洛伐克在第一次世界大战结束后根据圣日耳曼条约脱离奥匈帝国独立，并与法国签署了军事同盟条约，一旦捷克斯洛伐克遭到德国攻击，根据此条约和罗加诺公约英法有义务提供协防，捷克斯洛伐克亦与苏联签署了类似条约，但规定必须在法国履行条约后苏联才有提供军事支持的义务。
德国在1938年3月12日实现德奧合併后，将注意力转向了有300多万日耳曼人居住的捷克斯洛伐克苏台德地区，要求该地进行“民族自决”，对捷克斯洛伐克作出领土要求。但英法均不希望再爆发一场战争，同时德国军事实力被大大高估，意大利也未有一场全面战争的准备，并且也对德国的扩张感到忧虑。在这种情况下，墨索里尼充当了德国与英法的中间人。在一连串外交努力失败后，德国提出军事占领苏台德地区的要求，被捷克斯洛伐克政府拒绝，1938年9月24日法国宣布局部军事动员，这是一战后法国首次的军事动员，翌日，捷克斯洛伐克宣布全国军事动员，将此次危机推向顶峰。9月28日墨索里尼向希特勒提出德英法意四国会议解决争端的建议，被希特勒所接受。9月29日，墨索里尼同英国首相张伯伦、法国总理达拉第、德国元首希特勒聚集于德国慕尼黑商讨如何解决此次危机，捷克斯洛伐克代表被排斥在会议外，苏联亦未被邀请。最终决议在9月30日凌晨被作出，捷克斯洛伐克政府被要求在10月1日开始撤离人员，德国军队将在同一天进驻，在英法德的强大压力下，捷克斯洛伐克政府最终选择屈服。
1939年3月14日倾向法西斯主义的斯洛伐克在德国的影响和压力下，宣布从捷克斯洛伐克独立。德国武装占领了残留的捷克，并于3月15日在之基础上建立了波希米亚和摩拉维亚保护国的傀儡政权，捷克斯洛伐克實際上已被德国吞并。
德国吞并奥地利并成功迫使捷克斯洛伐克割让苏台德地区给德国后，意大利感觉自己已成为轴心国的二流角色。德国在没有预先知会墨索里尼的情况下占领了剩下的捷克斯洛伐克，使墨索里尼决定吞并阿尔巴尼亚以提升意大利在轴心国中的地位。意大利于1939年3月25日对阿尔巴尼亚发出最后通牒，要求包括让意大利军队占领阿尔巴尼亚战略要地、允许意大利农民在阿尔巴尼亚以公民身份定居、要求意阿两国成立关税同盟，并要求在4月6日前作出答复。4月5日阿尔巴尼亚政府秘密作出一份反建议，被意大利置之不理，并在4月7日开始经亚得里亚海登陆阿尔巴尼亚，占领过程中未遇到强烈抵抗。4月10日阿尔巴尼亚大部分地区被意大利军队占领，国王索古一世流亡海外，4月12日阿尔巴尼亚新政府成立，标志着阿尔巴尼亚正式被意大利王国吞并。由此意大利取得了一个陆路进入巴尔干半岛的跳板，为1940年意大利入侵希腊埋下了伏笔。

### 进入战争
德国于1939年9月1日发动白色方案作战计划入侵波兰，同日英法大使向柏林发出最后通牒要求德国立即撤军，在没有获得答复的情况下，9月3日英国与法国对德国宣战，其他国家也相继加入，第二次世界大战欧洲战事爆发，意大利继续保持中立。
1940年5月10日法国战役爆发，意大利依然置身事外。在看到德军基本上取得法国战役的决定性胜利后，墨索里尼确信这场全面战争很快就会结束，6月10日意大利对英国和法国宣战，同月，意大利入侵法国。6月22日，德法停战协定贡比涅停战协定签署，法兰西第三共和国政府宣布投降。6月24日義法停战协定签署，意大利占领了法国东南部，吞并了尼斯和科西嘉岛（1942年吞併更多的法國領土，直到1943年9月8日意大利王国向盟军投降）。1940年9月27日意大利、德国、日本签署三国同盟条约。
1940年10月28日意大利在没有提前知会德国的情况下单独向希腊宣战，希腊-意大利战争开始。1941年意大利与希腊在阿尔巴尼亚境内的作战陷入战略僵持，在意大利的请求下，德国介入，順便南下惩罚倒向英國的南斯拉夫。1941年4月6日德军发动“南斯拉夫戰役”，与軸心國盟友匈牙利、罗马尼亚和保加利亚在巴尔干半岛南部发动攻势，南斯拉夫戰役及希腊战役同時开始。5国夾擊下南斯拉夫迅速投降，義大利佔有了盧比安納、蒙特內哥羅全境、科索沃、馬其顿部份地區，並承認了克羅地亞獨立國為其保護國，希臘戰役中雖然義大利軍隊在人數及裝備上佔有優勢，戰事仍然不果，經過1個星期的戰鬥付出傷亡12,000人，最終4月27日德軍攻入雅典，希臘被軸心國肢解，義大利则佔領了希臘大部份地區。
1941年6月22日巴巴罗萨作战开始，德国和意大利等轴心国国家对苏联宣战，墨索里尼亦派出遠征軍協助德軍。
1941年12月11日，珍珠港事件后的第4天，墨索里尼在罗马威尼斯广场发表宣战演说，当日德国与意大利对美国宣战，美国亦在当天对德国和意大利宣战。
1942年，意大利进一步佔領更多的法國南部领土及摩纳哥公國。在這時候，墨索里尼統治下的意大利殖民帝國擴張到頂峰，意大利的勢力範圍包括：意屬利比亞、意屬厄利垂亞、義屬索馬利蘭、意屬衣索比亞、阿爾巴尼亞王國、法國隆河以東的領土、科西嘉岛、克羅地亞獨立國西部、黑山軍政府、希臘意佔區、摩納哥、意屬突尼西亞與佐泽卡尼索斯群岛，而且擁有天津意租界和上海公共租界意大利界區。

### 下台与被捕
1943年夏天以来意大利的战争形势变得越来越糟糕，墨索里尼在国内的声望也跌到了谷底。5月13日，轴心国在突尼斯战役的彻底失败使意大利完全丧失了对北非的控制，紧接着7月9日盟军发动的西西里岛登陆战役更让形势雪上加霜。7月19日墨索里尼最后一次以意大利总理的身份与希特勒在费尔特雷作了一次会谈，会谈期间罗马遭受了盟军的一次猛烈轰炸。7月24日下午至翌日凌晨在政治气氛空前沉重的背景下，法西斯大委员会召开了第187次会议，期间墨索里尼遭到格兰迪等人的猛烈抨击，格兰迪提出了对墨索里尼的不信任动议，动议以19票赞同，8票反对（1票弃权）的大比例通过，但事实上这次投票的结果并没有实质意义，因为根据当时的意大利宪法，只有国王才有权力罢免总理。虽然法西斯大委员会的投票没有法律效应，但这却表明墨索里尼在法西斯党内遭遇了空前的孤立，失去了许多高级成员的支持，其威信和人心已严重受损。
为避免与墨索里尼一同覆灭，国王维托里奥·埃马努埃莱三世果断行动，抓住了这次法西斯党高层与墨索里尼的分歧，于次日召见墨索里尼，并在会面后立即令卫队抓捕他，宣布免去其职务，由陆军元帅佩特罗·巴多格里奥出任新总理。墨索里尼被逮捕后，法西斯党徒及其军队或者已经预见到轴心国的败亡，选择顺应国王的决定，没有出现可能的反扑或救援行动。墨索里尼最初被关押在罗马的一个意大利国民宪兵队兵营，为了防止被德国发现，他在7月27日被转移到蓬扎，8月7日又被转移到拉马达莱娜的海军基地，最后在8月27日被转移至大萨索山帝王台的一间别墅软禁。此后巴多格里奥宣布：“意大利将继续与德国盟友并肩作战”，实际上新政府正在暗中与盟军谈判停战事宜，最终停战协议在9月3日签署，为避免得知停战协议的德国迅速占领意大利半岛，直到9月8日盟军发动登陆意大利半岛萨莱诺的雪崩行动，方才正式对外宣布。因担心招致意大利德国驻军攻击，埃马努埃莱三世和巴多格里奥及一批政府高官，于当天夜晚仓促乘船逃到南方的美军控制区，导致意大利立刻陷入了混乱局面，许多地方的军队及指挥官在得不到明确指示的情况下，不知所措，被驻守在意大利的昔日盟友德军迅速解除了武装，德军遂趁此混乱下接管了意大利北部和中部的大部分地区，仅遇到零星的抵抗。同月10日，德軍控制了羅馬，大批意大利军人被杀或被俘，在中国，意大利的戰败投降令中國的天津意租界被日本军队占领并迅速由日本扶持的汪精卫政权接管直至日本投降，这次失误也最终导致意大利君主制在1946年全民投票中被废除。
1943年9月12日德軍发动橡树行动的营救计划，党卫队斯科尔兹内指挥的特种部队使用滑翔机空降突袭大萨索峰软禁墨索里尼的别墅，成功将他解救至德军控制下的罗马，旋即转机至维也纳。9月14日墨索里尼与希特勒在“狼穴”会面，受希特勒邀请组建一个受德國保护的新政权。墨索里尼起初不想再参与政治，向希特勒表示了隐退的想法，但立刻遭到希特勒反对。希特勒威胁称，如果墨索里尼不在意大利的德军控制区内，组织一个新法西斯政权与德国合作，德国将把意大利视为“背叛国”并采取严厉的惩罚，那时意大利的处境会糟过其它任何一个被德国占领的国家。无奈顺从希特勒的墨索里尼遂于9月18日，在德国通过慕尼黑的电台宣告重建一个名为共和法西斯党的新法西斯政党，之后其返回由德军控制的意大利北部，于9月23日在米兰广播宣布成立新的法西斯共和国，并由共和法西斯党执政，及自任共和国总理。
而经过一段无政府状态后，恢复过来的意大利王国终于在1943年10月13日对德国宣战。

### 意大利社会共和国

意大利社会共和国军旗

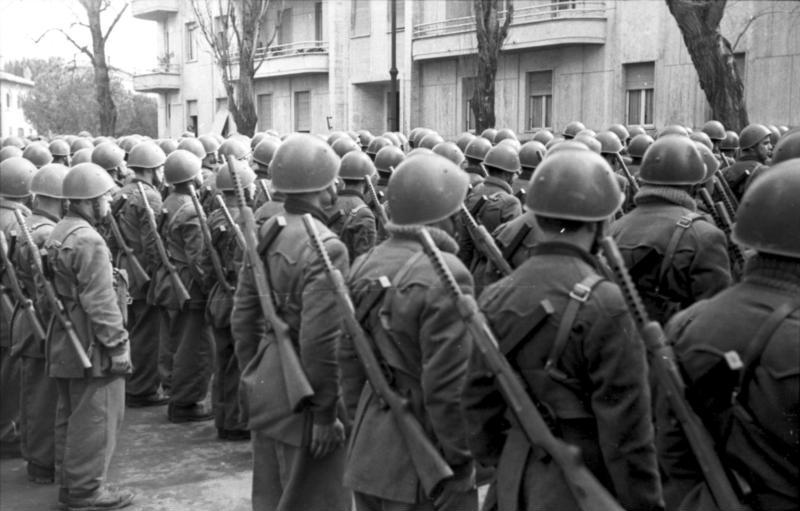
意大利社会共和国土兵

墨索里尼在希特勒安排下建立的新共和国只是一个被德国控制的傀儡政权，他曾向希特勒提议返回罗马宣布重新执政，但因罗马处在战争前沿而被希特勒否决，希特勒转而将墨索里尼本人及其政府，安置在意大利北部山脚的小城萨罗，仅名义上仍以罗马为首都。此外，希特勒让负责防守意大利的C集团军群司令阿尔贝特·凯塞林兼任驻意大使，掌控意大利的一切事物，实际上这个傀儡共和国完全沦为了德国占领区。
1943年11月14日在维罗纳召开的第一次共和法西斯党集会，起草和发布了临时的宪法性文件《维罗纳宣言》，将新建立的共和国明确定名为“意大利社会共和国（意大利语：Repubblica Sociale Italiana） ”，确立了从国家法西斯党脱离出来的共和法西斯党对意大利社会共和国的统治和墨索里尼作为的国家首脑的继续统治。墨索里尼宣布国家大选将会延迟直至战争结束，并暗示到时将会制定意大利社会共和国的宪法草案。

### 逃亡与被俘

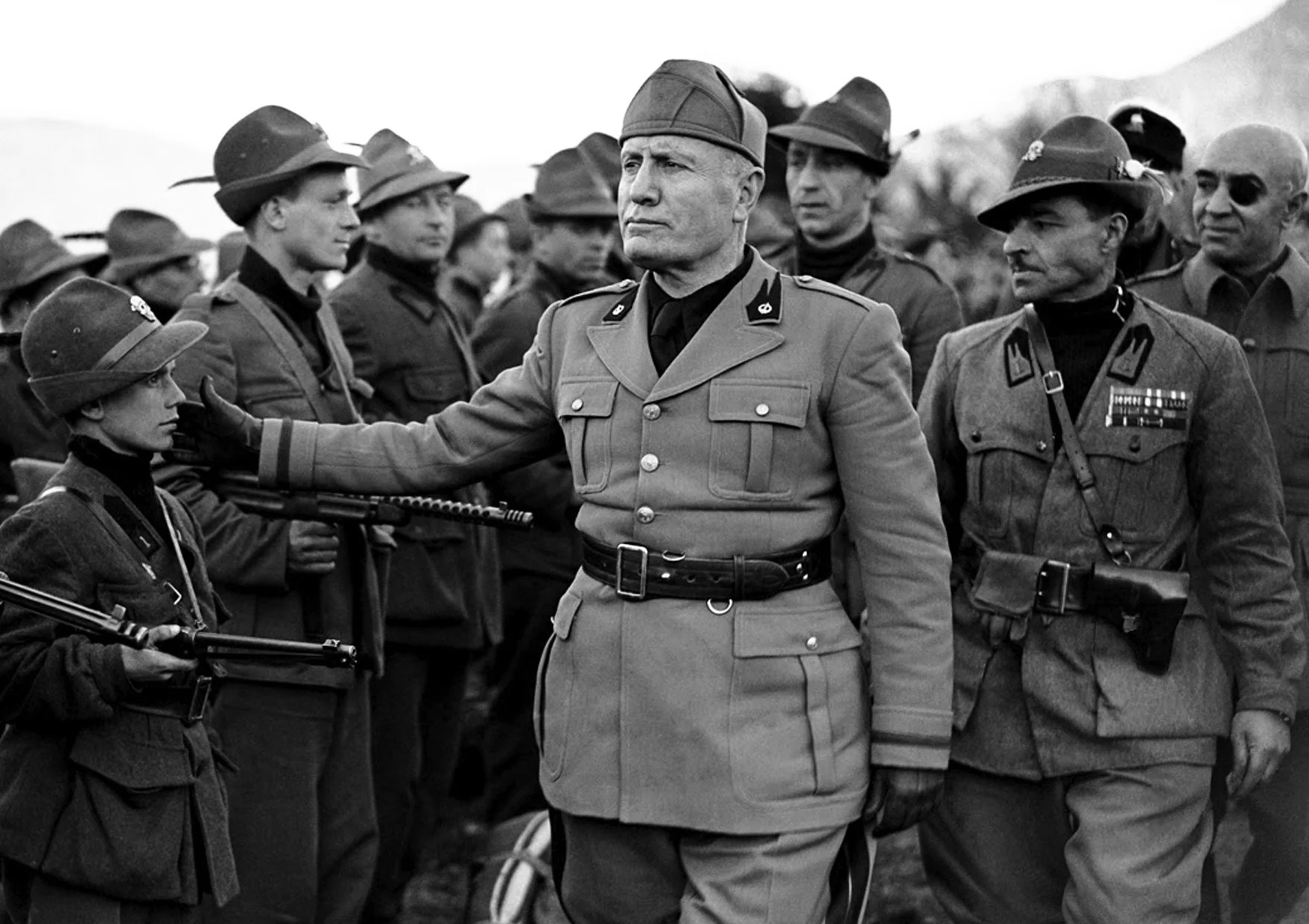
逃离前，墨索里尼视察部队（摄于1945年)

1945年4月25日为逃离即将崩溃的意大利社会共和国，墨索里尼决定离开米兰，希望经意大利北部的瑞士乘机逃亡到法西斯西班牙。1945年4月27日墨索里尼和他的情人貝塔西在逃往瑞士的途中被意大利共产党游击队第52加里波第旅截住，并被一名游击队政治委员拉賽羅发现其身份。

## 死亡

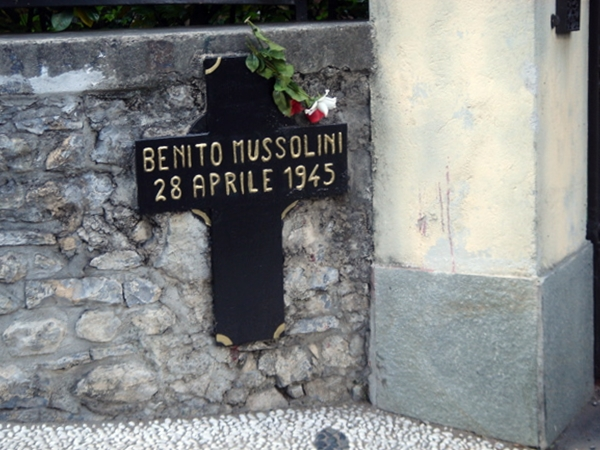
墨索里尼在朱利诺被枪决的地点

意大利抵抗运动中的意大利共产党游击队做出处决墨索里尼的决定后，处决在1945年4月28日执行，墨索里尼和他的情人貝塔西在科莫省梅泽格拉镇的朱利诺村枪决，卒年62歲。据官方版本，执行枪决的是瓦萊里奧上校。墨索里尼被处决的具体原因和过程众说纷纭，历史学界对此仍有争议。比较普遍的解释是都灵大学教授盧扎托在《领袖的遗体》一书指出墨索里尼和贝塔西于1945年4月28日下午在朱利诺被共产党游击队枪决。
同一时间被处决的还包括15名意大利社会共和国的内阁官员和顾问。

### 尸体

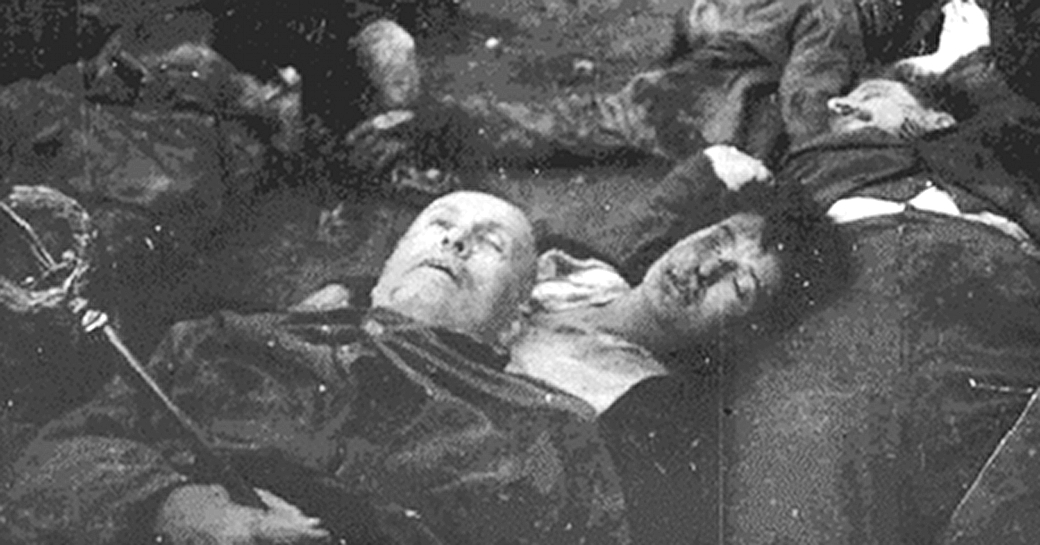
墨索里尼和他的情人貝塔西的尸体

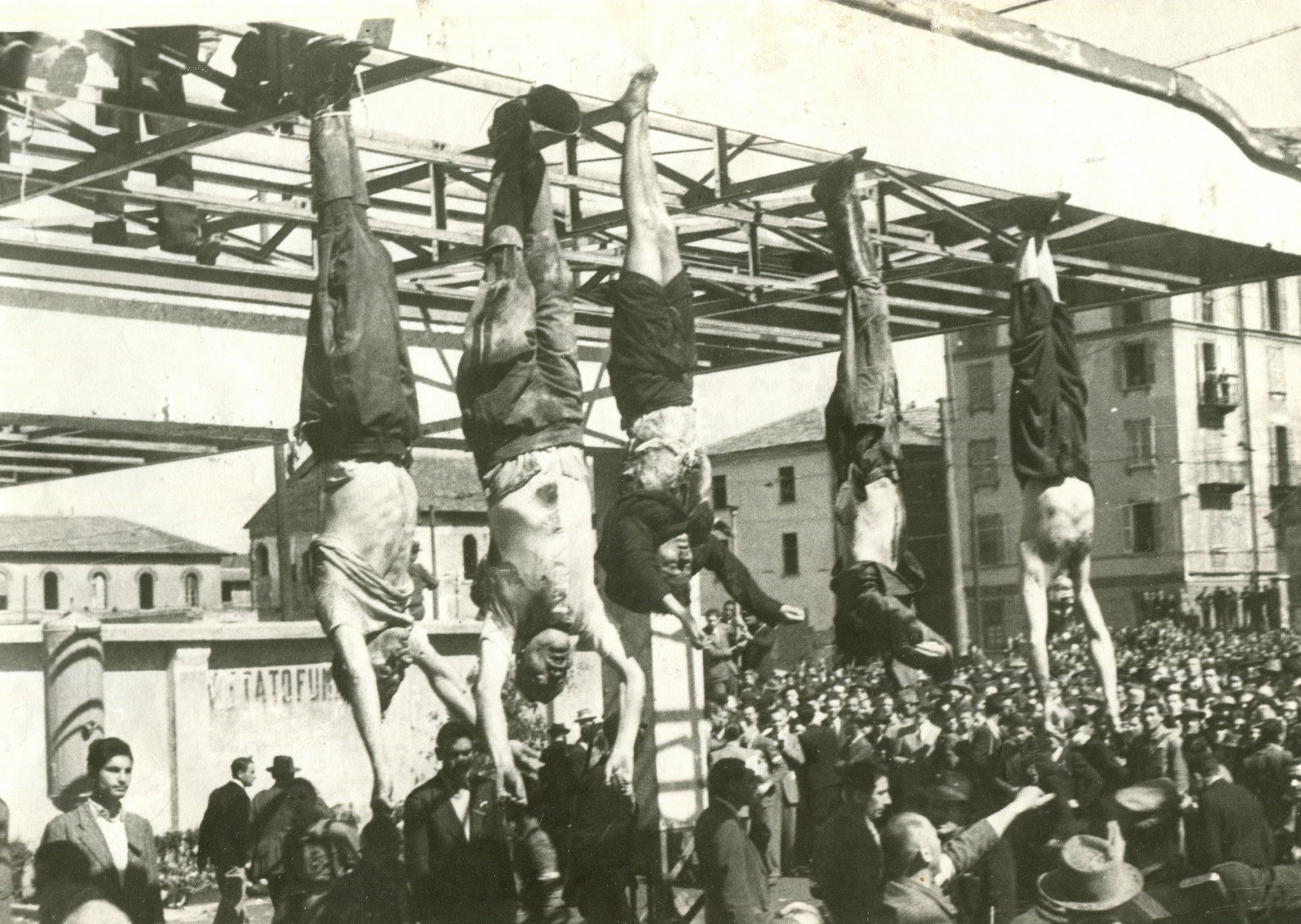
墨索里尼等人被暴尸示众于米兰广场。从左至右依次为：邦巴奇、墨索里尼、貝塔奇、帕沃利尼、阿基莱·斯塔拉切。

4月29日，包括墨索里尼的15具尸体被运到米兰，其中墨索里尼和他的情人貝塔西和另外5人共7具尸体被倒吊在洛雷托广场的一个加油站顶上示众。经过验尸后，墨索里尼的尸体被掩埋在米兰郊外的一个村庄的地方坟场，坟墓编号384，为了避免墨索里尼的尸体被发现，没有设置墓碑。但事与愿违，墨索里尼的尸体不久就被人发现了。
1946年4月23日至24日的晚上，三个法西斯民主黨黨員挖走了墨索里尼的尸体。最初尸体被藏在当地的修道院内，5月7日，尸体被转移藏匿在帕维亚卡尔特修道院直到8月被意大利警方发现。出于政治因素考虑，意大利政府将墨索里尼的尸体秘密藏匿在馬焦雷山的修道院，直到1957年，在墨索里尼遗孀雷切尔的多次请求下，归还了墨索里尼的尸体并同意在其出生地普雷达皮奥下葬。

## 勳章
| 義大利 - 最神聖報喜勳章騎士級（1924年） - 聖莫里斯及拉撒路勳章騎士級（1924年） - 義大利王冠勳章騎士級（1924年） - 薩伏依軍事勳章騎士級（1936年5月7日） - 義大利之星殖民勳章大十字級（1923年6月4日王家法令） - 羅馬之鷹勳章大十字騎士級 - 1915-1918年意奥战争纪念章 - 協約國勝利紀念章 - 義大利統一紀念章 - 進軍羅馬紀念章 - 國家安全義勇軍服務資歷十字章（20年） - 羅馬之鷹勳章首長與大總管級（1944年3月2日） - 義大利主保聖人勳章首長與大總管級（1945年2月11日） 阿爾巴尼亞 - 忠誠勳章大十字騎士級（阿爾巴尼亞） - 斯坎德培勳章大十字騎士級（阿爾巴尼亞） | 外國 - 白鷹勳章騎士級（波蘭，1923年） - 金馬刺教宗騎士團勳章騎士級（梵蒂岡，1932年1月9日） - 教宗庇護九世騎士團勳章大十字騎士級（梵蒂岡） - 耶路撒冷聖墓騎士團勳章大十字騎士級（梵蒂岡） - 馬爾他騎士團大十字騎士級（1923年4月2日） - 卡洛斯三世勳章頸飾級（西班牙，1924年2月25日） - 尼泊爾之星勳章第一級（尼泊爾，1935年7月17日） - 德意志鷹勳章大十字騎士級（納粹德國，1937年9月25日） - 德國紅十字會勳章大十字級（納粹德國，1934年） - 德國紅十字會勳章大十字級黃金與鑽石特級（納粹德國，1937年） - 殺熊者勳章（拉脫維亞） - 巴斯勳章大十字騎士級（GCB；英國，1923年授予，1940年剝奪） - 解放十字章第三級（愛沙尼亞） - 南十字勳章大十字級（巴西，1934年1月12日） - 皇家六翼天使勳章騎士級（瑞典） - 大象勳章騎士級（丹麥） - 大勳位菊花章頸飾（日本） - 羅馬尼亞之星勳章騎士級（羅馬尼亞） - 所羅門之璽勳章騎士級（衣索比亞） - 軛與箭簇皇家勳章騎士級（西班牙，1937年） - 白獅勳章騎士級（捷克斯洛伐克，1926年1月20日） |

## 家庭
墨索里尼風流成性，除兩段婚姻生活外，並有多位情婦且和眾多女性有染。1914年，墨索里尼於意大利北部城市特倫托迎娶原配達爾塞，两人育有一子貝尼托·阿爾比諾。达尔塞于1926年被关入精神病院，1937年12月11日死亡，阿尔比诺亦遭到同样命运，死于1942年。墨索里尼此後於1915年12月與情婦雷切尔結婚，兩人早於1910年便已相識。婚後育有三子兩女：長女埃達、長子維托里奧、次子布魯諾、三子羅馬諾、么女安娜。 羅馬諾曾與索菲娅·罗兰的妹妹玛丽亚·希科洛内有過一段婚姻。他們的女兒亞歷山德拉曾代表極右翼政黨社會行動黨角逐欧洲议会意大利中部選區席次並順利當選，已於2008年卸任，目前爲意大利眾議院自由人民黨眾議員。

## 著作
- 《我的战争日记》（1923年），米兰帝国出版社。从该意大利文原著完整翻译的中文版，2019年由新加坡南洋出版社首次出版，刘鸿旭译。
- 《我的自传》（1928年），叙述了墨索里尼夺权之前的社会经历，并疏解了一通墨索里尼本人的政治见解。
- 《我的兴衰》（1944年）：墨索里尼出版的自传，主要回顾了自己向罗马进军取得中央大权，再到垮台沦为阶下囚的这段历史。因为其本人当时已处于德国控制之下，所以书中忌讳之处较多。

## 影响
- 战后的意大利宪法取缔了国家法西斯党，但崛起的新法西斯主义运动继承了墨索里尼时代的思想。前意大利极右翼政党社会行动党的党魁亚历山德拉是墨索里尼的孙女。該党一直與貝盧斯科尼領導的右翼意大利力量黨關係密切，其後更於2009年併入貝盧斯科尼領導的右翼自由人民黨。

- 意大利有句話說：「你怎樣批評墨索里尼也好，起碼他讓火車準點發車」[34]。

## 大眾文化

### 电影
- 《解放》：1970年代电影，由伊沃·加拉尼（英语：Ivo Garrani）饰演。
- 《马太奥蒂事件（英语：The Assassination of Matteotti）》：1973年电影，由马里奥·阿多夫饰演。
- 《墨索里尼的末日（英语：Last Days of Mussolini）》：1974年电影，由洛·史泰格饰演。
- 《沙漠雄獅（英语：Lion of the Desert）》：1981年电影，由洛·史泰格饰演。
- 《与墨索里尼喝茶（英语：Tea with Mussolini）》：1999年电影，由克劳迪奥·斯帕达罗（Claudio Spadaro）饰演。
- 《墨索里尼的秘密情人（英语：Vincere）》：2009年电影，由菲利波·蒂米（英语：Filippo Timi）饰演。
- 《我回来了（英语：I'm Back (film)）》：2018年电影，由马西莫·波波利齐奥（英语：Massimo Popolizio）饰演。
- 《吉勒摩·戴托羅之皮諾丘》：2022年動畫電影，由湯姆·肯尼配音。

### 电视
- 《墨索里尼与我（英语：Mussolini and I）》：1985年电视电影，由鲍勃·霍斯金斯饰演。
- 《墨索里尼：不为人知的故事（英语：Mussolini: The Untold Story）》，1985年迷你影集：由喬治·坎貝爾·斯科特饰演。
- 《墨索里尼：世紀之子（意大利语：M. Il figlio del secolo (miniserie televisiva)）》，2024年迷你影集，由路卡·馬林內利（意大利语：Luca Marinelli）飾演。